# Neat reader
Neat Reader是一款跨平台EPUB阅读器软件，主要应用于epub格式电子书的阅读和管理，覆盖Windows、Mac、Android、iOS、Web端。

## 版本历史
- 2017年 该软件已支持 Windows 客户端版本。[2]
- 2018年 Neat Reader 实现 Web 端、Mac 客户端 的支持。[3]
- 2019年 增加 Android 客户端 和 IOS 客户端 的支持，并推出各个平台的国际版本。[4]

## 特性
Neat Reader 是一款支持本地客户端和 web 端
epub 閱讀器，它允許用户使用一个帳户在多端同步圖書内容。它的主要功能包括：導入和查看EPUB文件、在EPUB圖書中進行配置、對EPUB圖書樣式進行自定義。

## 国际媒体评价
- 2018年1月，被 TechWiser 评为最好的 10 个 windows 平台 epub 阅读器之一。[5]
- 2018年12月，被 Epubor 评为最优秀的 5 个在线电子书阅读器。[6]
- 2019年3月，被 TechinPlanet 评为使用体验最好的 15 个 epub 阅读器之一。[7]
- 2019年5月，被 TechDator 评为最好的 10 个 windows 平台 epub 阅读器之一。[8]